# Infinity Fabric
Infinity Fabric es un superset de la tecnologia HyperTransport d'AMD. Es va anunciar l'any 2016 amb la finalitat d'interconnectar les CPUs amb les GPUs. Aquesta tecnologia permet escalar des de 30GB/s fins 512GB/s gràcies a la seva increïble modularitat. La idea principal és que el Infinity Fabric és agnòstic pel que fa a topologies i es pot implementar com una xarxa mesh. Això ha permès que pugui aprofitar completament l'ample de banda de la DRAM dels SoC o GPUs. D'alguna forma s'ha convertit en molt més que únicament HyperTransport; s'h convertit en un dels nous blocs de construcció fonamentals de les noves arquitectures d'AMD(Zen).
Scalable Data FabricAquesta tecnologia està dividida principalment en dos parts; (SDF) i Scalable Control Fabric(SCF). Pel que fa a la primera es refereix a l'escalabilitat en termes de nombre de nuclis, CPUs, etc. La segona fa referència a un concepte lleugerament més nou; És una aproximació a més alt nivell de la primera, utilitzant, per exemple, machine learning integrat en el disseny del processador per tal de millorar-lo en tasques recurrents.